# Siegfried van Praag
Siegfried Emanuel van Praag (Amsterdam, 8 augustus 1899 – Brussel, 16 maart 2002) was een Nederlands schrijver.
Hij was een zoon van een joodse diamantair, en werd leraar Frans aan een middelbare school. In 1925 publiceerde hij voor het eerst een roman, de eerste van een zestigtal boeken. In datzelfde jaar trouwde hij met de journaliste Hilda Sanders. In 1936 vestigde hij zich in Brussel, en toen de Duitsers Nederland en België binnenvielen vluchtte hij met haar naar Londen; hij werkte daar bij de radio.
Na de oorlog keerde hij terug naar Nederland, waar hij op verschillende scholen les ging geven.
Hij doceerde onder andere Franse taal en literatuur aan de MO-opleidingen te Rotterdam, de Nutsacademie.
Maar hij bleef ook romans publiceren, tot in de jaren tachtig, toen hij toch al een beetje vergeten was. Hij stierf op 102-jarige leeftijd in een Brussels verzorgingstehuis.